# Melià Hotels International

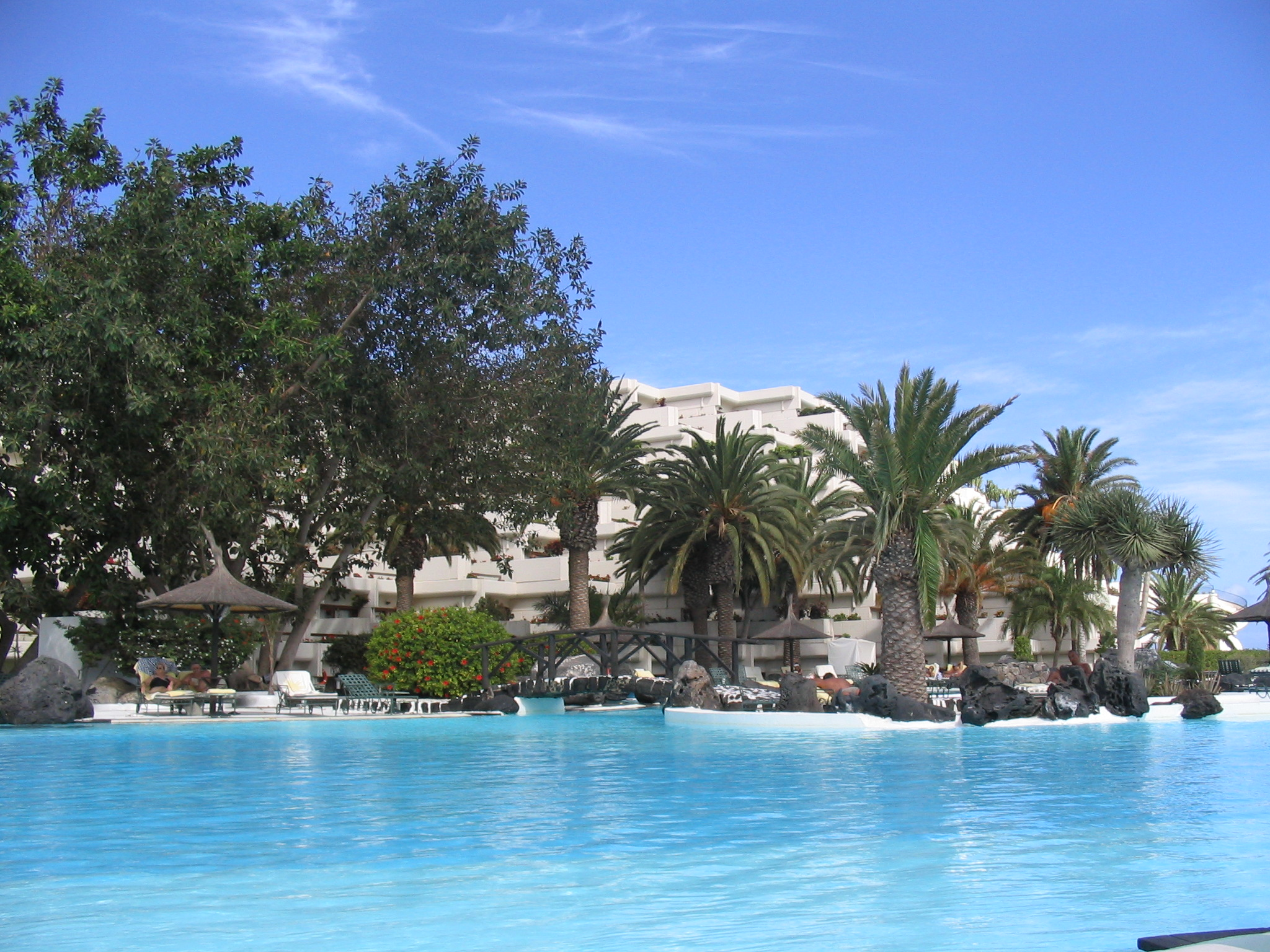
Hotel Gran Melià Salinas a Lanzarote

Melià Hotels International (antigament Sol Melià) és una empresa hotelera mallorquina fundada a Palma el 1956 per Gabriel Escarrer Julià, i presidida pel seu fill Gabriel Escarrer Jaume. A finals de 2022 disposava de 110.000 habitacions repartides per tot el món i 11.274 treballadors.

## Història
En 1956, a l'edat de 21 anys, Gabriel Escarrer Julià va obrir en règim de lloguer l'Hotel Altair, el seu primer establiment hoteler a Mallorca. Durant el boom dels anys 60 va anar llogant i comprant més hotels per crear la seva pròpia cadena. Anys després, en 1984, va adquirir 32 establiments pertanyents a la signatura Hotasa, començant així el seu camí a convertir-se en el primer grup hoteler espanyol. Va començar la seva expansió cap a l'exterior en 1985 amb l'obertura de l'Hotel Bali Sol a l'illa de Bali a Indonèsia. Dos anys després, comprà la cadena Meliá, fundada per Josep Melià i Sinisterra, afegint 22 establiments més al grup i reanomenant l'empresa com a Grup Sol Melia.
Va començar la seva expansió en l'exterior de la península Ibèrica entre 1985 i 1995, per sortir al mercat de la borsa un any després, suposant un augment dels seus recursos financers mitjançant l'establiment d'aliances i participacions amb tour operadors, així com l'adopció de sistemes de distribució globals i portals a internet.
L'any 2000 va adquirir la cadena Tryp Hotels, entrant així en la llista de les deu primeres empreses hoteleres del món per nombre d'habitacions, encara que va acabar venent la marca a Wyndham Worldwide en 2010.
En 2002 es va posicionar com la primera cadena hotelera d'Espanya i en el 2008, era la tercera d'Europa i la número 12 al món, reportant en aquest mateix any uns beneficis nets de 51,2 milions d'euros.
En 2010, comptava amb una quota aproximada de 23 milions de visitants i una plantilla de més de 36.000 empleats i disposa de més de 300 hotels distribuïts en 30 països de quatre continents. En 2010 va obtenir un benefici net de 50,1 milions d'euros.
Compta amb un departament internacional de compres associat a empreses capdavanteres que garanteixen l'aprovisionament al conjunt d'establiments del grup independentment de la seva ubicació. La seu d'aquest departament es troba a Palma i des d'ella, se signen tots els acords, evitant així que els establiments d'ultramar hagin de buscar els seus respectius proveïdors.
Ha estat pionera a implantar sistemes de gestió moderns i amb visió de futur, arribant en 2009 a administrar una xarxa de més de 350 hotels distribuïts en 30 països. Aquest mateix any signà un acord amb l'aerolínia Copa Airlines, considerada como la més important d'Amèrica Central, Mèxic i el Carib amb l'objectiu d'escometre campanyes de màrqueting conjuntes als seus respectius mercats i conjuminar esforços entre els equips comercials en vista de poder oferir promocions especials.
És el major operador del món de complexos de vacances i la tretzena cadena hotelera a nivell mundial. A nivell intern, l'empresa és la líder en el mercat en els segments de complexos de vacances i hotels urbans. Actualment duen les regnes de l'empresa els fills del fundador Sebastià Escarrer Jaume i Gabriel Escarrer Jaume. En el seu consell hi figura Emili Cuatrecasas i Figueras.
El 2023 van iniciar un pla estratègic per incrementar presència al sud-est asiàtic i als balcans. L'estiu de 2024 va deixar de formar part de l'Ibex 35.